# 野口智雄
野口 智雄（のぐち ともお、1956年9月12日 - ）は、日本の経営学者、経済学者、マーケティング研究者。 早稲田大学社会科学総合学術院教授。 社団法人「日本ショッピングセンター協会」顧問 。
専門は、流通の経済分析、Eコマース、マーケティング論（ブランド・マーケティング、シニア・マーケティング） 。

## 人物・研究
激変する日本の流通構造、企業活動、消費スタイルについて、理論と実証の両面から分析を試み、新たなコンセプトや理論の提示を行っている。研究に加え、企業人・自治体関係者などを対象にした講演活動のほか、シンポジウムのコーディネーター（司会）、新聞、テレビ、雑誌での解説・コメント、評論、ルポルタージュやエッセイの執筆も手掛け、特に、際限のない価格競争という「負のスパイラル」から脱却する、「高付加価値型マーケティング」 にその考察を向ける。
また、近年において急速に広まり、流通・小売りの世界を一変させた「プライベート・ブランド」について、15年程前にその総合的分析の書を上梓するなど、流通・小売り業界におけるトレンドの「変化」に敏感で、潮流の変化をいち早くとりあげ、分析を行っている（ 『価格破壊時代のプライベートブランド(PB)戦略 ― 低価格・高品質の秘密を探る』 (日本経済新聞社) 1995年4月刊 ）。  

## 略歴
- 東京都出身[1]
- 1984年、一橋大学大学院商学研究科博士課程単位取得満期退学。田内幸一門下[4]。
  - 横浜市立大学助教授。
- 1992年、早稲田大学社会科学部助教授。
- 1993年、早稲田大学社会科学部教授。
- 1994年、早稲田大学大学院 社会科学研究科教授。
- 2006年～2008年、米国スタンフォード大学客員研究員。

## 受賞歴
多様化・複雑化の一途をたどる小売現象について、実査データの計量的分析に基づいた解明を通じ、小売現象の「法則的理解」を試みた『現代小売流通の諸側面 ― 小売現象の解明』で、『日本商業学会 学会賞』を受賞。

## 学外での活動
- 建設省『社会資本整備の便益評価等に関する研究会』(平成8年11月～10年3月)
- 第29回『日本ショッピングセンター全国大会』コーディネーター
- 社団法人『日本ショッピングセンター協会』 顧問 （～現在）[2] 役員一覧
- 横浜駅『相鉄ジョイナス』リニューアル計画の共同研究 [5]

## 著作

### 著書
- 『現代小売流通の諸側面 ― 小売現象の解明』 千倉書房　1987年
- 『マーケティング調査の基礎と応用 』 中央経済社 1988年
- 『現代消費科学入門』 （共著）　文眞堂 1989年
- 『ビジュアル　マーケティングの基本』 日経文庫 日本経済新聞社　1994年
- 『流通経済の基礎　(現代商業診断基礎講座) 』 （共著）　同友館　1995年
- 『価格破壊時代のPB(プライベート・ブランド)戦略 ― 「低価格・高品質」の秘密を探る 』 日本経済新聞社　1995年
- 『新価格論 』 時事通信社　1995年
- 『Ｉ型流通革命』　講談社　1996年
- 『顧客をつかむ 新イベント・マーケティング』 （訳書）　時事通信社　1996年
- 『流通メガ・バトル ― グローバル時代の小売経営戦略  』　日本経済新聞社　2000年
- 『外資の戦略思考に学べ』 （共著）　ビジネス社　2001年
- 『ビジュアル　マーケティングの先端知識』 日経文庫　2002年
- 『店舗戦略ハンドブック　出店計画から売場戦略まで，売れるお店づくりのルール』 PHP研究所　2004年
- 『新流通産業　(日本の産業システム 6) 』 （分担執筆）　伊藤元重編　NTT出版　2005年
- 『ビジュアル　マーケティングの基本　第2版』 日経文庫　2005年
- 『一冊でわかる！マーケティング　―　今さら人に聞けない「商品が売れる仕組み」とは？ 』PHPビジネス新書 PHP研究所　2009年
- 『FREE経済が日本を変える 』 中経出版　2010年

### ビデオ教材
- 『よくわかるマーケティング〈全3巻〉』 野口智雄 監修　日本経済新聞社 94,500円（税込）

### 連載記事
- 『半年で1億7000万食！　「大ヒット納豆」誕生の秘密』　プレジデント 2009年5月4日号
- 『若者にかまぼこはどうしたら売れるか』　プレジデント 2009年3月30日号
- 『大ヒット「プリキュア」に学ぶ ― 子どもマーケット攻略法』　プレジデント 2010年8月30日号
- 『魅力的な店舗アメニティーの創出 ― 五感に訴えるアメニティー』　JAPAN SHOP　日本経済新聞社　2010年07月26日
- 『魅力的な店舗アメニティーの創出 ― 快感の創出』　 JAPAN SHOP　2010年10月06日
- 『魅力的な店舗アメニティーの創出 ― ライフスタイルの創造』　 JAPAN SHOP　2011年1月28日

## メディア出演（抜粋）
- クローズアップ現代　『酒店免許が売買される～1件1千万円の内幕～』　1994年12月13日　NHK総合テレビ
- クローズアップ現代　『どこへ行った円高差益4兆円』　1995年6月16日
- サンデー経済スコープ　『徹底解剖　インターネットビジネス』　1995年9月24日　NHK総合
- サンデー経済スコープ　『市場が無くなる　変革迫られる地方卸売り市場　世界経済が暮しを変える　ビジネスは3つの舞台で ― 中国　香港　台湾 ） 』　1996年1月28日
- クローズアップ現代　『安くなったか？輸入化粧品～規制緩和から1ヶ月～』　1996年4月22日
- 土曜ほっとワイド　『なるほど経済　ガソリンは安くなる？～輸入自由化の波紋～』　1996年5月5日　NHK総合
- 土曜ほっとワイド　『なるほど経済　宅配しますプロの味』　1999年6月12日
- クローズアップ現代　『真夜中に買い物客がやってくる～大型店・深夜営業の波紋～』　1999年9月29日
- 特報首都圏　『ブランド品安く買えます　～人気アウトレットの秘密～』　2000年6月9日　NHK総合
- 特報首都圏　『商品も知恵も売ります　～卸売業の新戦略～』　2001年3月16日
- クローズアップ現代　『シリーズ　デフレの現場　第1回　値下げ競争の舞台裏』2001年4月11日
- クローズアップ現代　『シリーズ　デフレの現場　第2回　企業の生き残り戦略』2001年4月12日
- 21世紀ビジネス塾　『お年寄りいらっしゃい　博多発　商店街復活計画』 2003年9月6日
- 21世紀ビジネス塾　『激安でもうける町の八百屋さん』　2003年12月6日　NHK教育テレビ
- クローズアップ現代　『地域再生　主役はお年寄り』　2004年3月1日
- 21世紀ビジネス塾　『新商品売りまくります　家電店の御用聞き戦略』　2004年2月7日
- 21世紀ビジネス塾　『高級冷凍食品を売り込め　地方スーパーの逆襲』　2004年7月9日
- 『金曜プレステージ　頭脳警察　わかるテレビ』 　フジテレビ　2008年11月21日
- 『ワールドビジネスサテライト』　テレビ東京　2008年12月2日
- 『めざましテレビ』　フジテレビ　2009年5月14日
- 『スーパーJチャンネル』　テレビ朝日　2009年11月26日